# Вулиця Плебанія (Дрогобич)
Вулиця Плеба́нія — найбільша вулиця колись найвіддаленішого передмістя Дрогобича — Плебанії. Простягається зі сходу на захід на 550 метрів. Починається від вулиці Раневицької, № 10, закінчується початком вулиці Іллі Ріпина. Прилучаються вулиці Війтівська Гора та Захарії Копистенського, відходять вулиця Степана Витвицького, провулки Чумацький, Четарів, Курінний. Перетинається потічком Побук (Серет).

## Назва
Назва однойменна з колишнім передмістям Плебанія. Утворено від апелятива "плебанія" -  житло священика, місце, де розташовувався парафіяльний будинок. Плебан — польський (католицький) сільський парафіяльний ксьондз.

## Історія та забудова
Відомо, що тут жили в основному католицькі ченці. 
За часів Радянського Союзу вулиця мала назву Перемоги. Перейменована у травні 1990 року.

Забудова вулиці особнякова, переважно довоєнна. Наприклад, відомо, що хата під номером 9 побудована у 1913 році, а хата №  11 - у 1930 році.

## Постаті
- Народився та провів дитячі роки Кулиняк Михайло Андрійович (нар. 4 березня 1969) — український державний діяч, діяч культури, музикант. Міністр культури України (2010–2012).